# Biebersteiniaceae
Biebersteiniaceae es una familia de plantas  que el sistema APG II le asignó el orden Sapindales. Tiene un único género Biebersteinia con diez especies naturales de las regiones templadas y subtropicales del este de Europa y del centro de Asia.

## Descripción
Son plantas herbáceas perennes (ocasionalmente sin tallos), rizomatosas o tuberosas. Hojas simples o compuestas, en este caso pinnadas.

## Taxonomía
El género fue descrito por Christian Friedrich Stephan  y publicado en Zapiski Obshchestva Ispytatelei Prirody, Osnovannogo Pri Imperatorskom Moskovskom Universitetĕ 1: 126. 1806. La especie tipo es: Biebersteinia odora

## Especies
- Biebersteinia ambigua
- Biebersteinia ancheri
- Biebersteinia brachypetala
- Biebersteinia emodi
- Biebersteinia heterostemon
- Biebersteinia leiosepala
- Biebersteinia multifida
- Biebersteinia odora
- Biebersteinia orphanidis
- Biebersteinia rucheri